# Scytodes drakensbergensis
Scytodes drakensbergensis är en spindelart som beskrevs av Lawrence 1947. Scytodes drakensbergensis ingår i släktet Scytodes och familjen spottspindlar. Inga underarter finns listade i Catalogue of Life.